# Altes Kaufhaus (Landau in der Pfalz)

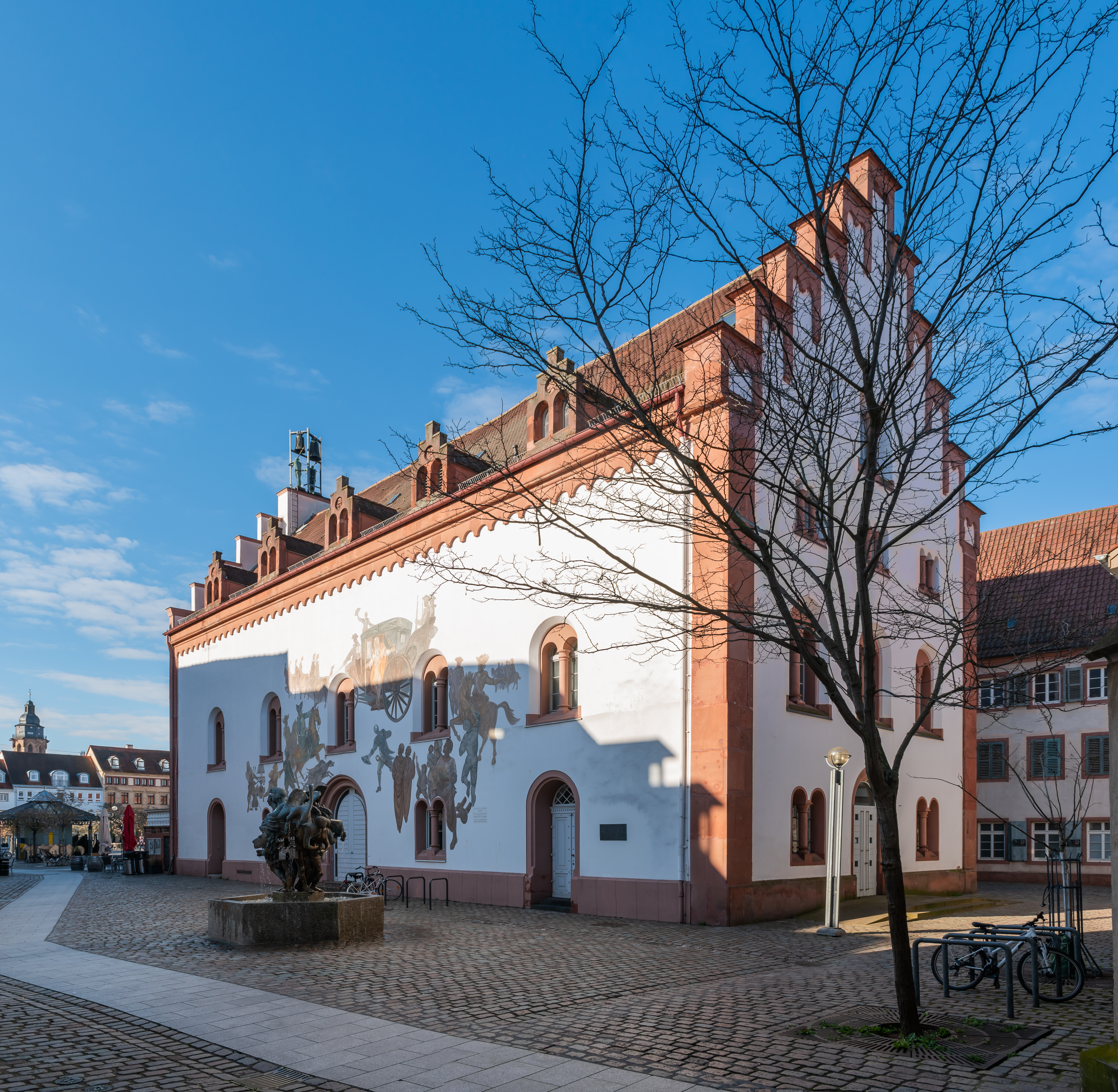
Altes Kaufhaus aus östlicher Richtung

Das Alte Kaufhaus ist ein denkmalgeschütztes Gebäude in Landau in der Pfalz, das vor allem als Kulturzentrum dient.

## Lage
Das Bauwerk befindet sich in der Landauer Innenstadt am Rathausplatz, der eine Denkmalzone darstellt und zu dem unter anderem das alte Kaufhaus gehört. In der näheren Umgebung befindet sich außerdem die Katharinenkapelle und seit 1991 der von Hubertus von Pilgrim geschaffene Brunnen Geschichtliche Momente der Stadt Landau. Das Gebäude diente als Namensgeber für die unmittelbar nördlich verlaufende Kaufhausgasse.

## Architektur und Geschichte
Das Gebäude, das im Kern einen mittelalterlichen Massivbau darstellt, entstand im frühen 15. Jahrhundert; erstmals schriftlich erwähnt wurde es im Jahr 1415. Es diente bis ins 19. Jahrhundert hinein als städtisches Kaufhaus. Es ist jedoch nicht mehr in seiner ursprünglichen Anlage erhalten, da es im Zeitraum von 1838 bis 1840 unter der Regie des Speyerer Architekten August von Voit zu einem Konzert- und Theatergebäude umgestaltet wurde. In seiner ursprünglichen Funktion verlor es an Bedeutung, als Anfang des 20. Jahrhunderts die Jugendstil-Festhalle eröffnet wurde. 
Seit 1997 bildet als alte Kaufhaus nach einem erneuten Umbau, der 1995 begann, zusammen mit dem Frank-Loebschen-Haus und der Katharinenkapelle, die isch beide ebenfalls im näheren Einzugsgebiet befinden, das „Kulturzentrum Altstadt“.

## Innenausstattung
Im Gebäude selbst befinden sich mehrere Landschaftsbilder des Malers Hermann Croissant.

## Funktion
Im weiteren Sinne lässt sich das alte Kaufhaus als Theater bezeichnen. Im Vergleich zur Jugendstil-Festhalle ist es eher klein und wird überwiegend für kleinere Konzerte, Vorträge und Ausstellungen verwendet.

## Veranstaltungen
- Das Musikensemble Archae.o.pteryx vollbrachte 1997 die Uraufführung des Werkes Zerberus' Playback von Michael Beil.
- 2017 wurde vor Ort der Martha-Saalfeld-Förderpreis verliehen.
- Die russische Malerin Olga David hielt im Jahr 2022 eine Ausstellung ab.